# Manon Bédard
 (octobre 2023).
L'article doit être relu — et modifié si nécessaire — par des contributeurs indépendants pour apporter un regard critique aux contributions effectuées en violation des conditions d'utilisation de Wikipédia, tant sur la forme (notamment concernant le style encyclopédique, la proportionnalité) que sur le fond (la neutralité de point de vue, la qualité et l'indépendance des sources).
Manon Bédard, née le 6 novembre 1969 à Saint-Tite (Québec), est une auteure-compositrice-interprète et musicienne canadienne.

## Biographie
Née le 6 novembre 1969 à Saint-Tite en Mauricie, Manon Bédard tombe amoureuse du country et du yodel dès ses 9 ans. Au Cégep, elle poursuit son éducation musicale de chant et de yodel avec son enseignant, et elle ne s’est jamais arrêtée depuis. Au cours des années, inspirée par les chanteurs favoris de son père et de sa mère (Roger Miron, Marcel Martel, Soldat Lebrun, etc.), et le Festival western de Saint-Tite,, Manon apprend l’harmonica, la guitare et l’accordéon.
Sa capacité à livrer un yodel tout aussi clair que rapide la distingue également. En France, à l’émission The Voice Kids 2015, Satine Wallé,, choisit sa chanson Il m’a montré à yodler pour son audition à l’aveugle. Le premier album de Manon, La Fête, connaît le succès[réf. nécessaire]. Son 6e album, Née Country est gagnant de l’album de réinterprétation de l’année au Gala country 2017 et comporte 2 chansons de Paul Daraîche composées spécifiquement pour elle. Son dernier album Courtepointe,,,, sort en septembre 2019 et un lancement a lieu alors qu’elle inaugure sa propre scène : Manon et compagnie sur le site du Festival western de Saint-Tite qui l’a vue grandir.

## Distinctions
- ADISQ 1998 : Album de l’année dans la catégorie Populaire pour La fête
- ADISQ 2010 : Album de l’année dans la catégorie Country pour Tel que promis
- Gala Country 2017
  - Interprète féminine de l’année
  - Lauréate album de réinterprétation de l’année pour Née country

## Vidéoclip
- Encore belle[15],[16],[17] (2019) : Louise Deschâtelets, Isabelle Lajeunesse, Patricia Tulasne, Marcia Pilote, Danielle Ouimet, Béatrice Picard, Kim Richardson, Marie-Josée Longchamps, France Castel et Roxane St-Gelais